# Tomba del Guerriero
La tomba del Guerriero è una tomba etrusca ubicata nella necropoli dei Monterozzi, a Tarquinia.

## Storia e descrizione
La tomba risale al periodo compreso tra il 430 e il 400 a.C.; venne scoperta nel 1961.
Preceduto da un dromos con gradini, la tomba si compone di un'unica camera di forma rettangolare con tetto a doppio spiovente: il columen è affrescato a fasce rosse e bianche mentre il resto degli spioventi è decorato con un motivo a cerchi e fiori, entrambi rossi. Il tema delle pitture è quello del simposio e delle esibizioni in onore del defunto; sulla parete d'ingresso, al lato sinistro, è la raffigurazione di una biga e un acrobata e, sul lato destro, la danza di un atleta in armi da cui la tomba prende il nome: sul frontone un genio alato e una pantera. Le raffigurazioni della parete sinistra riguardano una tavola allestita con del vasellame e lo svolgimento dei giochi funebri come il lancio del disco e del giavellotto e il pugilato mentre quelle sulla parete di destra un cavaliere e un fante: questo lato però risulta essere in un cattivo stato di conservazione. Sulla parete di fondo sono affrescate due coppie che banchettano sui klinai, contornati da musicisti e camerieri e, sul frontone del timpano, due galli che combattono e due pantere. Lungo le pareti laterali e di fondo potevano essere ospitati tre letti funebri; il pavimento è scavato nella roccia.